# Conquête almoravide d'al-Andalus
Pour des articles plus généraux, voir Al-Andalus et Histoire d'al-Andalus.
 (avril 2025).
Motif : En attendant des sources secondaires centrées
- Archive Wikiwix
- Bing
- Cairn
- DuckDuckGo
- E. Universalis
- Gallica
- Google
- G. Books
- G. News
- G. Scholar
- Persée
- Qwant
- (zh) Baidu
- (ru) Yandex
- (wd) trouver des œuvres sur Wikidata

| 1. | Préciser le motif de la pose du bandeau. | Précisez le motif de la pose du bandeau en utilisant la syntaxe suivante : {{admissibilité à vérifier\|date=avril 2025\|motif=remplacez ce texte par le motif}}                                       |
| 2. | Informer les utilisateurs concernés.     | Pensez à avertir le créateur de l'article, par exemple, en insérant le code ci-dessous sur sa page de discussion : {{subst:avertissement admissibilité à vérifier\|Conquête almoravide d'al-Andalus}} |

La conquête almoravide correspond au passage d'al-Andalus sous domination des Almoravides. Cette période dure de 1086 à 1147. Elle met fin à la première période de taïfas.

## Évènements
Les princes arabes d’Espagne, parmi lesquels Al Mutamid ibn Abbad de Séville, menacés par Alphonse VI de León qui a investi Tolède en 1085, font appel à l’almoravide Youssef ben Tachfine.
23 octobre 1086 : bataille de Sagrajas, victoire des Almoravides sur les Castillans à Sagrajas (Zalaca), dans la province de Badajoz.

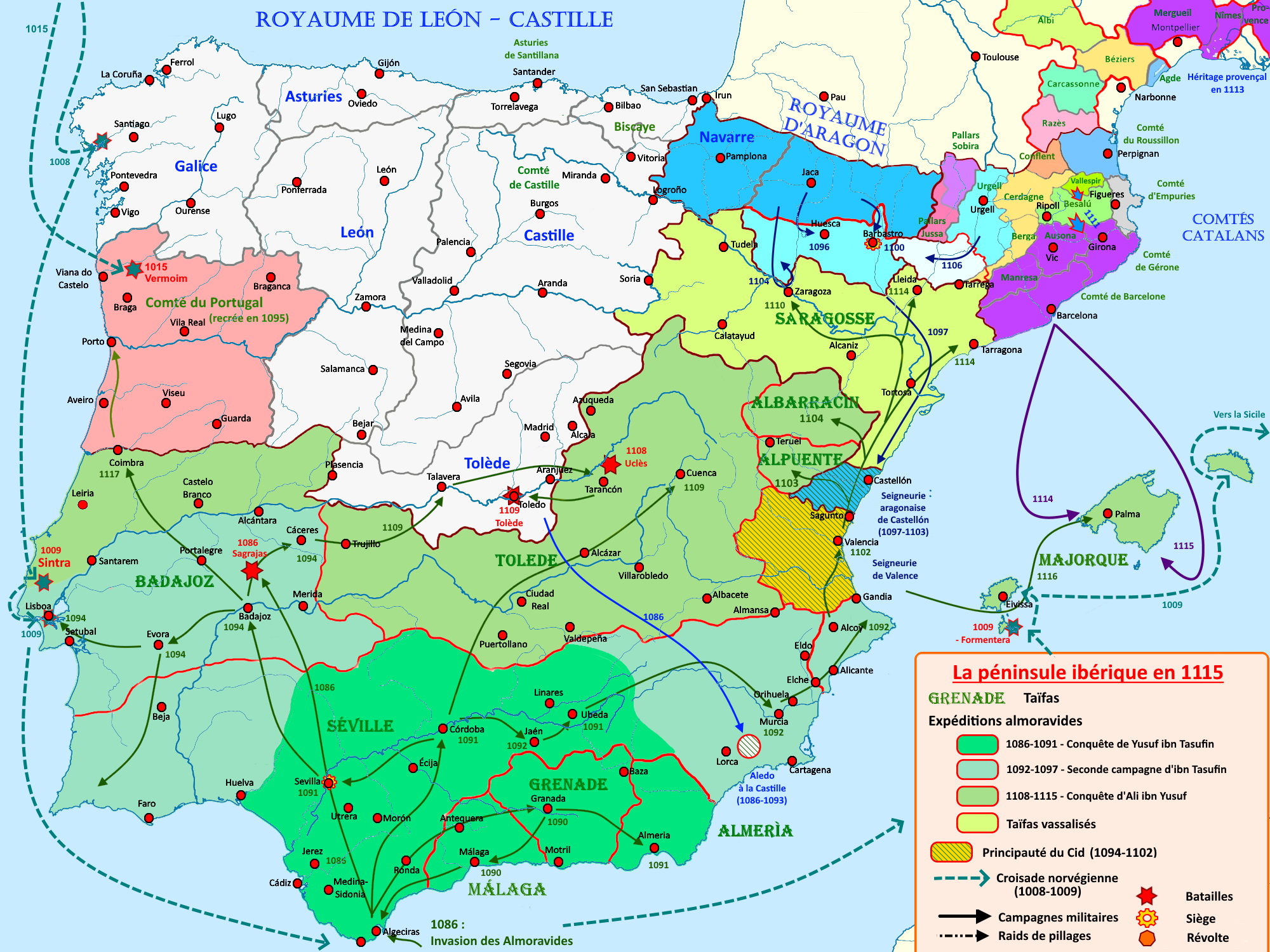
La conquête almoravide de 1085 à 1115

Les progrès des armées musulmanes sont interrompus par le départ de Youssef ben Tachfine pour le Maghreb, où le rappelle la mort de son fils.
Les chrétiens reprennent alors l'offensive vers Murcie et Almería, Al Mutamid prend le parti de se rendre en personne auprès de Youssef ben Tachfine pour implorer une nouvelle intervention des Almoravides (1088 ou 1090).
Ben Tachfine rend inutilisable la puissante base militaire d'Aledo (au sud-ouest de Murcie), contre laquelle les Taïfas avaient échoué, et rétablit la situation. Tout annonce une grande offensive des forces conjuguées des Almoravides et des Maures. Mais les royaumes musulmans d'Espagne sont trop faibles pour prêter un concours efficace à Ben Tachfine et trop divisés pour ne pas tenter le chef berbère de développer sa puissance à leurs dépens : il a tôt fait de ne plus agir en allié, mais en maître.
Si les rois des Taïfas, lettrés et corrompus, méprisent le fruste et austère Saharien, le peuple, victime des représailles chrétiennes, et les jurisconsultes (foqahâ) opposent, à l'incrédulité des émirs andalous, le malikisme strict de ces Berbères, qu'ils considèrent comme les envoyés de Dieu. Fort de ce double appui, Ben Tachfine peut se poser en arbitre des querelles, exiler les rois et confisquer leurs territoires. Les foqahâ légitiment alors chacun de ses empiétements par une fatwa. En 1096, Youssef ben Tachfine assiège Séville défendue par Al Mutamid ibn Abbad son ancien lieutenant. Après un siège long et meurtrier, ben Tachfine prend la ville et réussit ainsi à reconstituer l'unité de l'Islam en Espagne.
Il respecte pourtant le royaume de Saragosse, qu'il considère comme un État-tampon entre Chrétiens et Almoravides.
Valence, aux mains du Cid, puis de sa veuve Chimène, ne tombe qu'en 1102 aux mains des Almoravides.
Quand ben Tachfine meurt, presque centenaire dit-on, il lègue à Ali, le fils de 23 ans qu'il a eu d'une esclave chrétienne, un immense empire qui comprend l'Espagne musulmane jusqu'à Fraga (au sud-ouest de Lerida) au nord, les îles Majorque, Minorque et Ibiza (1106 ou 1107).
Youssef ben Tachfine englobe les émirats arabes d’Espagne dans ses conquêtes d’Afrique du Nord. Les Castillans sont refoulés au nord du Tage. Le contingent juif, qui tenait l’aile gauche du roi de Castille, aurait été massacré en premier lieu par les Almoravides (« bataille des turbans jaunes) ».
Le chef des Almoravides veut forcer les Juifs de Lucena à la conversion. Il y renonce finalement contre une forte somme d’argent.

## Conséquences pour Al-Andalus
- 1090 : Youssef ben Tachfine règne sur tout al-Andalus, hormis Valence resté aux mains du Cid jusqu'en 1102.

Entre 1142 et 1147, des taïfas (potentats locaux) sont remis en place par suite de l'effritement du pouvoir dans l'Empire almoravide.

## Conséquences pour la Reconquista
Il faut attendre les Almohades pour que les royaumes chrétiens s'unissent. Des dissensions persistent entre les souverains, qui marquent une pause dans la Reconquista pour assimiler les marches taillées sur les territoires dans l'époque précédente.

## Évènements de1147
Au Maghreb, les Almohades sous Abd al-Mumin assassinent le dernier chef Almoravide à Marrakech et en font leur capitale.
Les Almohades sous Abd al-Mumin débarquent à Al-Andalus.
- Alphonse Ier de Portugal profite du déclin des Almoravides, prend Lisbonne et Santarém (avec l’aide d’une flotte anglo-flamande faisant route vers le Proche-Orient) et consolide son royaume.
- 1236 : Les chrétiens s’emparent de Cordoue après avoir avancé jusqu’à Grenade.
- Le pape étend les privilèges de la croisade (indulgence) aux Espagnols qui ont pris Almería.